# CCGS Bradbury
Le CGS Bradbury (plus tard CCGS Bradbury)  est un ancien  patrouilleur de pêche à la retraite des Services maritimes du ministère fédéral des Transports (en tant que prédécesseur de la Garde côtière canadienne actuelle), construit en 1915. Le navire a été vendu à des intérêts commerciaux en 1935. Le navire a été retiré du service en 1973 et est devenu un navire musée exposé en statique au Marine Museum of Manitoba .

## Service
Bradbury a été préfabriqué  au chantier naval gouvernemental de Sorel-Tracy, au Québec et a été réassemblé sur la rive du marécage de Selkirk au Manitoba en 1915. Initialement alimenté par des moteurs à vapeur au charbon, le navire a été converti en moteurs diesel en 1935.
Bradbury a été exploité comme un patrouilleur fédéral des pêches sur le lac Winnipeg jusqu'en 1930, lorsque le navire a été transféré au gouvernement provincial du Manitoba. En 1917, Bradbury a voyagé à travers la glace épaisse, en prenant des médecins et des médicaments à un établissement nordique frappé par une épidémie de grippe. 
Remis en service en 1952 après avoir été inactif depuis 1935, Bradbury est resté en service jusqu'en 1973. 

### Préservation
Bradbury est maintenant exposé statique au Musée de la marine du Manitoba.